# Rhododendron farrerae
Rhododendron farrerae, auch Netzaderige Azalee genannt, ist eine Pflanzenart aus der Gattung der Rhododendren (Rhododendron) in der Familie der Heidekrautgewächse (Ericaceae). Sie ist in China, Taiwan und Japan verbreitet.

## Beschreibung

### Erscheinungsbild und Laubblatt

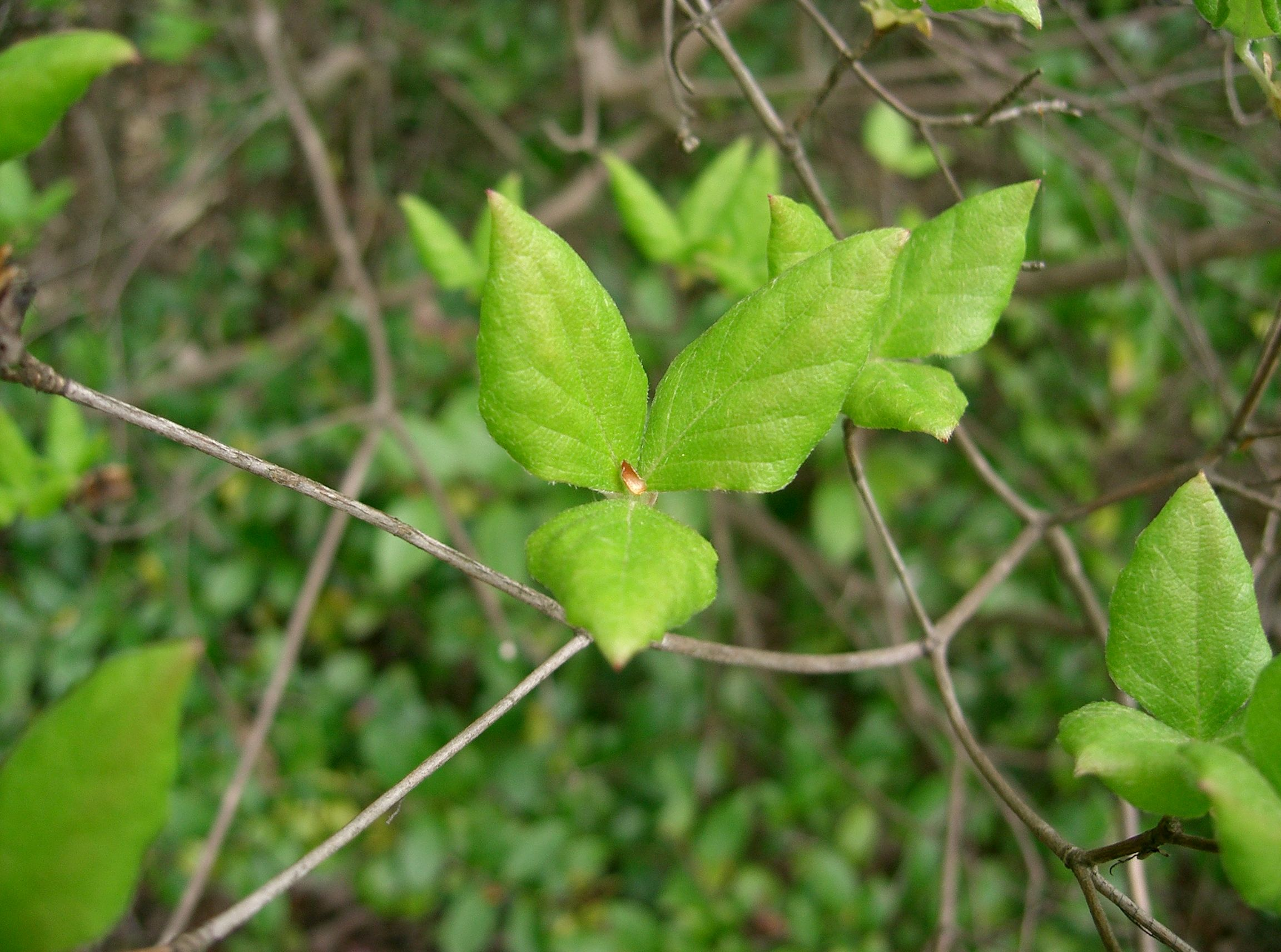
Zweig mit den in Dreierwirteln angeordneten Laubblättern

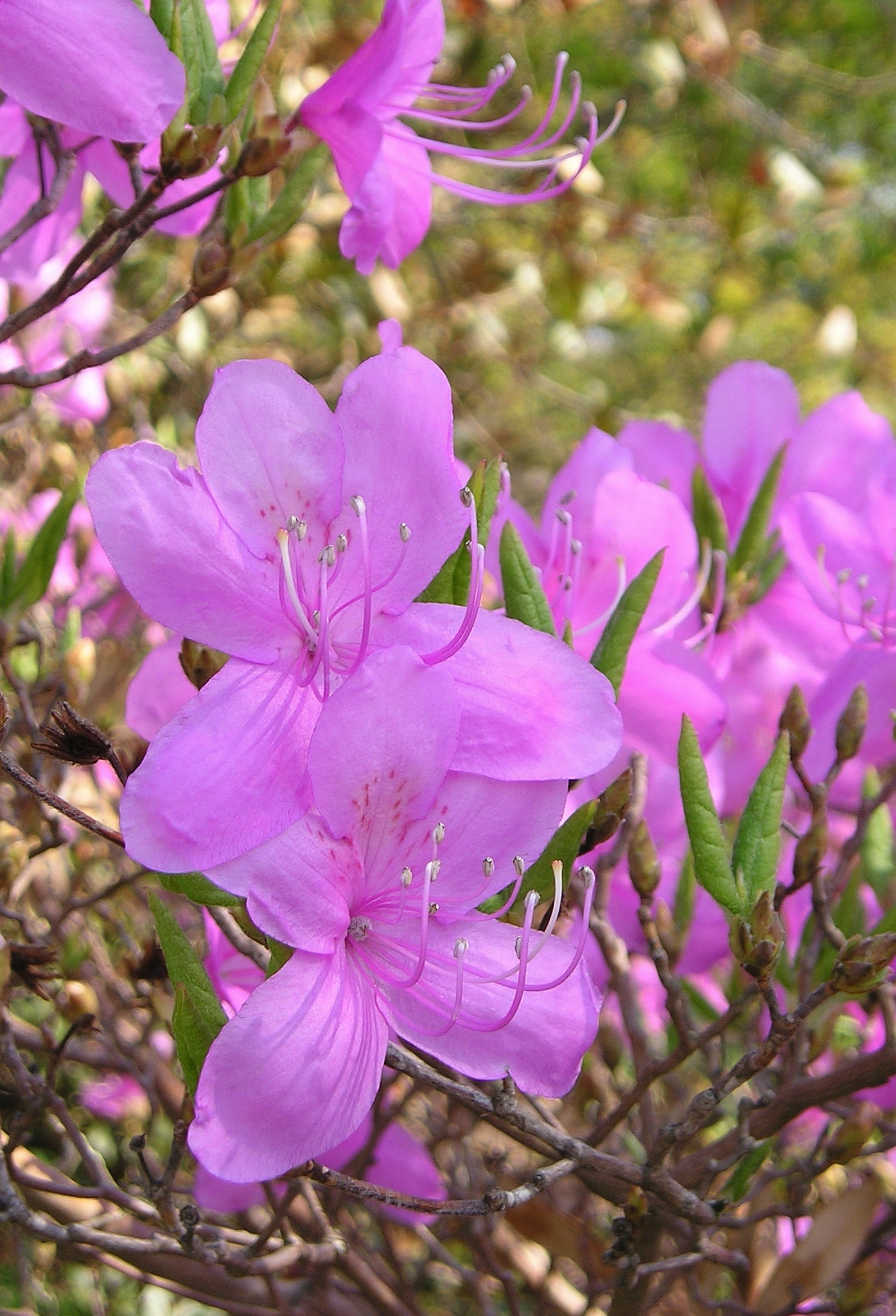
Nahaufnahme der Blüten

Rhododendron farrerae wächst als sommergrüner Strauch, der Wuchshöhen von 1,5 bis 3 Meter erreichen kann. Die Rinde der Zweige ist anfangs rau behaart und verkahlt später.
Die in Dreierwirteln an den Zweigen angeordneten Laubblätter sind in Blattstiel und Blattspreite gegliedert. Der rau behaarte Blattstiel ist 0,3 bis 0,7 Zentimeter lang. Die einfache und pergamentartige Blattspreite ist breit eiförmig bis rautenförmig-eiförmig mit einer Länge von 3 bis 7 Zentimeter und einer Breite von 2 bis 5 Zentimeter. Die Spreitenbasis ist keilförmig bis gerundet, die Spreitenspitze ist zugespitzt und endet in einer Blattdrüse. Der Spreitenrand ist fein bewimpert-gezähnt. Die Blattoberseite ist anfangs rau behaart und verkahlt später, es kann jedoch eine spärliche Behaarung verbleiben während die Blattunterseite vor allem an den Nerven flaumig behaart ist, selten verkahlt sie.

### Blütenstand und Blüte
In Japan erstreckt sich die Blütezeit von Mitte April bis in den frühen Mai, wobei sich die Blüten bereits vor dem Ausbreiten der Laubblätter öffnen. Die endständige Blütenknospe ist eiförmig oder länglich-eiförmig mit einer Länge von 7 bis 8 Millimetern und einer Breite von etwa 4 Millimetern und enthält ein bis zwei Blüten. Die äußeren Knospenschuppen sind breit-eiförmig und auf der Außenseite dicht rau behaart und am Rand  dicht flaumig behaart. Der flaumig behaarte Blütenstiel ist 0,5 bis 0,7 Zentimeter lang.
Die zwittrigen Blüten sind fünfzählig mit doppelter Blütenhülle. Die an der Außenseite spärlich kurz flaumig behaarten und am Rand rau behaarten Kelchblätter bilden einen tellerförmigen Kelch mit einem Durchmesser von etwa 2,5 Millimetern. Die fünf etwa 2,5 Zentimeter langen und etwa 3 Zentimeter breiten Kronblätter sind nur an ihrer Basis kurz offen-trichterförmig verwachsen. Die Farbe der Kronblätter ist violett, sie weisen an der oberen Innenseite dunkelviolette Sprenkel auf. Die Kronröhre ist etwa 0,5 Zentimeter lang und auf beiden Seiten kahl. Die fünf Kronlappen sind länglich-verkehrt-eiförmig mit einer Länge von rund 2 Zentimetern und einer Breite von 1 bis 1,2 Zentimetern. Von den zehn Staubblättern sind die fünf oberen 1 bis 1,5 Zentimeter und die fünf unteren 2 bis 2,5 Zentimeter lang. Die Staubfäden sind kahl. Die ellipsoiden Staubbeutel sind an den kürzeren Staubblättern etwa 1 Millimeter und an den längeren etwa 2 Millimeter lang. Der eiförmige Fruchtknoten ist dicht rau behaart. Der kahle Griffel ist etwa 2,5 Zentimeter lang.

### Frucht und Samen
Die rau behaarte Kapselfrucht ist schräg länglich bis länglich-eiförmig mit einer Länge von 0,7 bis 1,2 Zentimetern und einem Durchmesser von 0,4 bis 0,5 Zentimetern. Die 1 bis 1,2 Millimeter langen und 0,4 bis 0,5 Millimeter breiten Samen sind spindelförmig mit einem spitzen Ende und einem undeutlichen Anhängsel am anderen Ende.

## Vorkommen
Das natürliche Verbreitungsgebiet von Rhododendron farrerae ist China, Taiwan und der westliche Teil Japans. Es umfasst die chinesischen Provinzen Chongqing, Fujian, Guangdong, Hunan, Jiangxi sowie das östliche Guangxi. In Japan umfasst es das Zentrum und den Süden der Insel Honshū sowie die Inseln Shikoku und Kyūshū.
Rhododendron farrerae gedeiht in Japan in Dickichten an sonnigen Standorten in Sekundärwäldern in Höhenlagen von 0 bis 700 Metern. In China gedeiht Rhododendron farrerae in dichten Wäldern in Höhenlagen von 800 bis 2100 Metern.

## Systematik
Die Erstbeschreibung von Rhododendron farrerae erfolgte 1831 durch Robert Sweet auf der Grundlage eines nomenklatorisch ungültigen Manuskriptes des englischen Pflanzenzüchters Mr. Tate. Der Name ehrt Mrs. Farrer, die Ehefrau von Captain Farrer, der Exemplare dieser Art 1829 auf dem Schiff Orwell der Britischen Ostindienkompanie aus China einführte. Der Holotypus ist die die Erstbeschreibung begleitende Farbtafel, die auf einem in England kultivierten Exemplar basiert.
Synonyme für Rhododendron farrerae Tate ex Sweet sind: Azalea farrerae (Tate ex Sweet) K.Koch, Rhododendron cinereoserratum P.C.Tam, Rhododendron daiyunicum P.C.Tam, Rhododendron daiyuenshanicum P.C.Tam, Rhododendron farrerae var. leucotrichum Franch., Rhododendron gnaphalocarpum Hayata, Rhododendron kiyosumense Makino, Rhododendron dilatatum var. kiyosumense (Makino) Hatus., Rhododendron lagopus Nakai, Rhododendron wadanum var. lagopus (Nakai) H.Hara, Rhododendron reticulatum var. lagopus (Nakai) Hatus., Rhododendron mariesii Hemsl. & E.H.Wilson, Rhododendron mariesii f. albiscens B.Y.Ding & G.R.Chen, Rhododendron mayebarae Nakai & H.Hara, Rhododendron nudipes var. mayebarae (Nakai & H.Hara) Kitam., Rhododendron viscistylum var. mayebarae (Nakai & H.Hara) Sugim., Rhododendron mayebarae var. ohsumiense T.Yamaz., Rhododendron nagasakianum Nakai, Rhododendron nudipes var. nagasakianum (Nakai) T.Yamaz, Rhododendron nudipes Nakai, Rhododendron reticulatum var. nudipes (Nakai) Hatus., Rhododendron nudipes var. kirishimense T.Yamaz., Rhododendron nudipes subsp. niphophilum T.Yamaz., Rhododendron lagopus var. niphophilum (T.Yamaz.) T.Yamaz., Rhododendron nudipes var. tokushimense T.Yamaz., Rhododendron lagopus var. tokushimense (T.Yamaz.) T.Yamaz., Rhododendron nudipes var. tsurugisanense T.Yamaz., Rhododendron lagopus var. tsurugisanense (T.Yamaz.) T.Yamaz., Rhododendron nudipes var. yakumontanum T.Yamaz., Rhododendron reticulatum D.Don ex G.Don, Rhododendron reticulatum var. bifolium T.Yamaz., Rhododendron reticulatum f. bifolium (T.Yamaz.) T.Yamaz., Rhododendron reticulatum var. ciliatum Nakai, Rhododendron reticulatum var. parvifolium T.Yamaz., Rhododendron reticulatum f. parvifolium (T.Yamaz.) T.Yamaz., Rhododendron reticulatum f. trichostylum M.Mizush. ex Okuhara, Rhododendron shimidzuanum Honda ex Makino & Nemoto, Rhododendron tsurugisanense var. nudipetiolatum T.Yamaz., Rhododendron umbelliferum H.Lév., Rhododendron shojoense Hayata.
Für die Pflanzen aus dem japanischen Teilareal war bislang der Name Rhododendron reticulatum akzeptiert. Xiao-Feng u. a. 2010 konnten beim Vergleich mehrerer hundert Herbarbelege aus Japan und aus China keine taxonomisch relevanten Unterschiede finden und stellten deshalb Rhododendron reticulatum in die Synonymie von Rhododendron farrerae. Rhododendron reticulatum D.Don ex G.Don wurde 1834 durch George Don junior auf der Grundlage eines nomenklatorisch ungültigen Manuskriptes von David Don veröffentlicht. Zur Herkunft wird nur angegeben, dass Mr. Knight von King’s Road in Chelsea diese Art aus den Gebirgen Japans eingeführt hat. G. Don nennt keine Illustration oder Herbarmaterial im Protolog zur Art. Um die Anwendung dieses Namens zu fixieren, war es erforderlich, einen Typus festzulegen. Nachdem ihnen kein von für die Erstbeschreibung verwendetes Herbarmaterial zugänglich war, wählten Xiao-Feng u. a. als Neotypus einen von dem japanischen Botaniker F. Yamazaki gesammelten Herbarbogen aus, der und im Herbarium der Universität Tokio deponiert ist, der der Erstbeschreibung entsprechend netznervige Laubblätter und wenige Blüten enthält.
Bei Xiao-Feng u. a. 2010 sind keine Subtaxa mehr anerkannt.
Rhododendron farrerae gehört zur Sektion Brachycalyx Sweet, die früher in die Untergattung Azaleastrum gestellt wurde, heute aber in die Untergattung Tsutsusi (Sweet) Pojark. innerhalb der Gattung Rhododendron gehört.